# Stay (Hurts-Lied)
Stay ist ein Lied des britischen Synthpop-Duos Hurts aus ihrem Debütalbum Happiness. Am 15. November 2010 wurde der Song Stay im Vereinigten Königreich als dritte Single des Albums ausgekoppelt.
In Deutschland wurde das Lied am 11. Februar 2011 veröffentlicht und durch den Einsatz im Abspann der Komödie Kokowääh von Til Schweiger populär.

## Rezeption
Das STAR Magazine gab dem Lied 5 von 5 Sternen und erklärte:
„Wir sind uns nicht wirklich sicher, wie solch düstere Musik trotzdem so großartig sein kann. Aber die Art des Synth-Duos, sein Umgang mit einer einfachen Melodie, romantischem Text und Theo Hutchcrafts innigem Gesang machen diese Electropop-Ballade zu einer wunderschönen Elegie über eine verlorene Liebe. Überwältigend!“

## Musikvideo
Die Regie zum Musikvideo führte Dave Ma, es wurde in Island gedreht und zeigt Theo Hutchcraft, den Sänger der Band Hurts, mit seiner Freundin. Sie spazieren am Ufer eines Sees und gehen zusammen durch einen schmalen Weg in eine Nebellandschaft. Während des Videos werden immer wieder Szenen des Duos gezeigt, wie sie das Lied nahe dem Ufer singen, zusammen mit einer Gruppe von Tänzerinnen, die tanzen und für den Backgroundgesang sorgen.
Regisseur Ma beschreibt den Tag des Videodrehs: „Es war bewölkt und plötzlich tauchte dieser Nebel auf, welcher eine erstaunliche Nebellandschaft für das Video erzeugte. Außerdem war es sehr kalt und jeder versuchte unter diesen Kältebedingungen das Beste daraus zu machen und schließlich war das Ergebnis ein wunderschönes Musikvideo, das zudem bestens zum Lied passt.“ In der deutschen Version des Musikvideos wurden Ausschnitte aus dem Film Kokowääh eingefügt.

## Kommerzieller Erfolg
Stay erreichte in den deutschen Singlecharts Position drei und hielt sich sieben Wochen in den Top 10 sowie 36 Wochen in den Charts. Stay wurde zum zweiten Top-10-Erfolg nach Wonderful Life. In den deutschen Airplaycharts erreichte die Single für drei Wochen die Spitzenposition und wurde zum zweiten Nummer-eins-Hit nach Wonderful Life.
Chartplatzierungen
| ChartsChartplatzierungen     | Höchstplatzierung | Wochen |
| ---------------------------- | ----------------- | ------ |
| Deutschland (GfK)            | 3 (36 Wo.)        | 36     |
| Österreich (Ö3)              | 4 (21 Wo.)        | 21     |
| Schweiz (IFPI)               | 6 (25 Wo.)        | 25     |
| Vereinigtes Königreich (OCC) | 50 (1 Wo.)        | 1      |

Auszeichnungen für Musikverkäufe

| Land/Region        | Auszeichnungen für Musikverkäufe (Land/Region, Auszeichnung, Verkäufe) | Verkäufe |
| ------------------ | ---------------------------------------------------------------------- | -------- |
| Deutschland (BVMI) | Gold                                                                   | 150.000  |
| Österreich (IFPI)  | Gold                                                                   | 15.000   |
| Schweiz (IFPI)     | Gold                                                                   | 15.000   |
| Insgesamt          | 3× Gold ·                                                              | 180.000  |